# Amazon Lumberyard
Amazon Lumberyard – darmowy wieloplatformowy silnik gier komputerowych stworzony przez Amazon. Bazuje na silniku CryEngine. Był licencjonowany przez Crytek w 2015.
Silnik oferuje integrację z Amazon Web Services, aby pozwolić deweloperom stworzyć lub hostować swoje gry na serwerach Amazona, jak też obsługiwać transmisje przez Twitch. Dodatkowo silnik posiada funkcję Twitch ChatPlay, pozwalającą widzom strumienia mieć wpływ na grę poprzez powiązany czat – metoda gry była inspiracją fenomenu Twitch Plays Pokémon.
Kod źródłowy jest dostępny dla użytkowników końcowych z pewnymi ograniczeniami: użytkownicy nie mogą publicznie udostępniać kodu źródłowego ani wykorzystać go do wydania własnego silnika. Pierwsza wersja zadebiutowała 9 lutego 2016 wraz z GameLift, płatną usługą do wdrażania i hostowania gier wieloosobowych, mającą na celu umożliwienie deweloperom łatwiejsze tworzenie gier, które przyciągną „duże i tętniące życiem społeczności fanów”. Od marca 2018 oprogramowanie jest w wersji beta i oferuje kompatybilność z Microsoft Windows, PlayStation 4 i Xbox One, a także z pewnymi ograniczeniami na systemy iOS i Android. Wsparcie na systemy Linux i MacOS są planowane w przyszłych wydaniach. Do wersji 1.3 Beta dodano technologię wirtualnej rzeczywistości, dzięki której gry deweloperów mogą liczyć się ze wsparciem urządzeń jak Oculus Rift i HTC Vive.
Mimo tego, że silnik jest oparty na architekturze silnika CryEngine, zawiera on wiele niestandardowych systemów (niektóre z nich są w trybie podglądu). Kilka z tych systemów to: The Component Entity System, Fur Shader, Modular Gems (które pozwalają deweloperom tworzenie własnych komponentów, jak i dodanie istniejących do swoich gier), Script Canvas i wiele innych.
Technologię dźwięku Wwise firmy Audiokinetic, którą wykorzystano w wielu popularnych grach, dodano z wersją 1.0 Beta w lutym 2016.
Pierwsza aktualizacja do Lumberyard została wydana 14 marca 2016 i obejmowała wsparcie dla niektórych urządzeń mobilnych, tak jak urządzenia z systemem iOS z procesorami A8 i dla Nvidia Shield TV, dodała również importer FBX oraz oprogramowanie do teksturowania „Substance” firmy Allegorithmic.
16 sierpnia 2017 został udostępniony kod źródłowy silnika w serwisie GitHub. Pomimo tego nie zdecydowano się na udostępnienie oprogramowania na otwartej licencji.

## Gry wykorzystujące silnik Amazon Lumberyard
| Data wydania         | Tytuł               | Gatunek                                                      | Platforma               | Producent                                               | Wydawca               |
| -------------------- | ------------------- | ------------------------------------------------------------ | ----------------------- | ------------------------------------------------------- | --------------------- |
| 15 stycznia 2019     | The Grand Tour Game | komputerowe wyścigi                                          | PlayStation 4, Xbox One | Amazon Game Studios Seattle                             | Amazon Game Studios   |
| TBA                  | Star Citizen        | MMO, symulator lotów kosmicznych, strzelanka pierwszoosobowa | Microsoft Windows       | Cloud Imperium Games, Foundry 42, Behaviour Interactive | Cloud Imperium Games  |
| TBA                  | The DRG Initiative  | strzelanka trzecioosobowa                                    | TBA                     | Slingshot Cartel                                        | TBA                   |
| Anulowana            | Breakaway           | MOBA                                                         | Microsoft Windows       | Amazon Game Studios                                     | Amazon Game Studios   |
| wiosna 2021          | New World           | MMO                                                          | Microsoft Windows       | Amazon Game Studios                                     | Amazon Game Studios   |
| Anulowana            | Crucible            | strzelanka trzecioosobowa                                    | Microsoft Windows       | Relentless Studios                                      | Amazon Game Studios   |
| 25 października 2018 | Coffence            | bijatyka                                                     | Microsoft Windows       | Sweet Bandits Studios                                   | Sweet Bandits Studios |
| TBA                  | Deadhaus Sonata     | fabularna gra akcji                                          | TBA                     | Apocalypse Studios                                      | Apocalypse Studios    |